# Tom Phillis
Thomas « Tom » Edward Phillis (né le 9 avril 1934 à Sydney et décédé le 6 juin 1962 sur l'Île de Man en Grande-Bretagne) était un pilote de course de vitesse moto australien,.
Il a remporté le championnat du monde 125 cm3 en 1961 et a été le premier à parcourir le Junior TT de l'Île de Man sur le circuit autour de la Snaefell Mountain à plus de 100 mph (plus de 160 km/h) sur une moto. Il a également été le premier pilote à remporter une course de motos sur une machine japonaise (Honda).

## Carrière en course
Né à Sydney, en avril 1934, Thomas Eward Phillis a grandi à Marrickville une ville-banlieue de Sydney et a aimé la course dès son plus jeune âge. Après avoir commencé sur des vélos, il est ensuite passé à la moto, mais bientôt il veut aller plus loin. Il économise assez d’argent pour s’aventurer à l’étranger et s’essayer au « Continental Circus » en tant que pilote privé.
Dans une autre partie du monde, un certain Soichiro Honda a également jeté son dévolu sur la scène mondiale. En quelques années, leurs chemins convergent et un partenariat opportun se concrétise lorsque Tom Phillis remporte la première victoire de la marque Honda dans un Grand Prix du championnat du monde de vitesse moto sur le circuit de Montjuïc en Espagne en 1961. Plus tard cette année-là, c'est la consécration avec leurs premiers titres pilotes pour Phillis (4 victoires en 10 courses) et constructeurs (8 victoires en onze courses) en championnat du monde 125 cm3 en 1961, sur la Honda 2RC143.

## Carrière en Grand Prix

### Les années Norton
Pour ses débuts au Continental Circus en 1958, Phillis participe en catégories 350 cm3 et 500 cm3 sur des Norton Manx, au TT, aux Pays-Bas et en Suède. Il termine les 3 courses, mais hors des points.
En 1959, toujours sur les mêmes machines en 350 il est 13e au championnat (5e en Ulster) ex æquo avec un certain Mike Hailwood (5e en Suède). En 500 cm3, il est hors des points.
Pour 1960, Tom Phillis est contacté par Honda pour courir aussi dans deux autres catégories (125 et 250) sur les machines du constructeurs nippon. L'usine japonaise embauche aussi l'Australien Bob Brown (en), Kunimitsu Takahashi, Naomi Taniguchi (en) et d'autres pilotes japonais pour lutter contre la suprématie des MV Agusta dans les 2 catégories supérieures. Phillis termine 10e à l'Île de Man en 125 cm3 et abandonne en 250 et 350, mais est 4e lors du senior TT en 500 cm3. Ses seules autres participations ont lieu en Ulster avec une belle seconde place en 250 et une 6e en 500.

### Pilote Honda
Pour 1961, Tom Phillis est incité par Honda à participer à tout le championnat dans les catégories 125 cm3 sur la Honda RC143 et en 250 cm3 sur la RC161 (puis RC162) quatre cylindres au côté de Mike Hailwood.
Phillis entame sa saison en 125 cm3 par une victoire en Espagne. C'est, moins de deux ans après sa première apparition au TT, la première victoire en Grand Prix pour la firme Honda. Il récidive en France (avec le doublé 125-250), puis monte sur la 3e marche du podium au TT, remporté par Hailwood. Sa victoire au Pays-Bas est suivie de 2 secondes places en Belgique (remporté par son nouveau coéquipier Luigi Taveri) et en RDA, complétée par un podium en Ulster. Il est 4e en Italie, 6e en Suède et remporte sa quatrième victoire de la saison, lors du premier GP moto d'Argentine de l'histoire du championnat du monde de vitesse moto. Avec 56 points bruts (44 points nets) il est titré dans la catégorie. Après Keith Campbell en 1957, c'est le second pilote australien à remporter un titre au championnat.
En 250 cm3, la domination des Honda est écrasante. Cinq machines du constructeur terminent aux cinq premières places de la catégorie. Phillis, vainqueur en France et en Argentine, est vice-champion derrière Hailwood (4 victoires). C'est à leur coéquipier Kunimitsu Takahashi d'avoir l'honneur - outre de remporter sa première victoire en RFA - d'être le premier pilote japonais gagner un GP et surtout d'apporter la première victoire à la 250 Honda. Au Tourist Trophy c'est la première victoire Honda (avec le doublé 125-250), la seule importante aux yeux de Soichiro Honda. Phillis y est second, comme en Espagne et en Belgique, 3e en Italie, deux fois 4e en RDA et en Ulster et 6e en Suède.
En 500 cm3, Phillis termine 3e au TT et abandonne en Ulster. Il abandonne également au TT en 350 cm3. Il peut constater que les Norton sont désormais dépassées face aux MV Agusta.

### Au Tourist Trophy

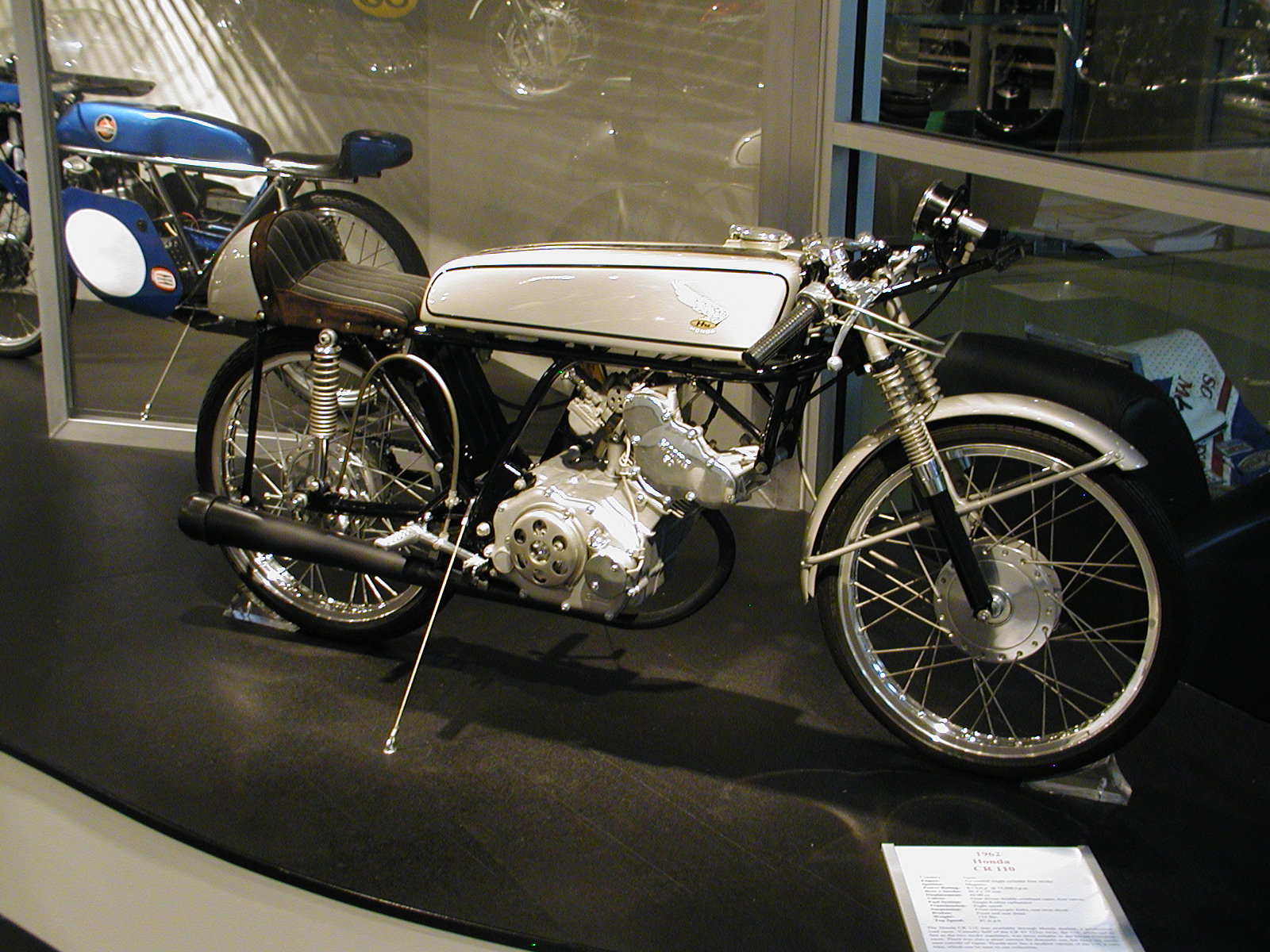
Honda CR 110 - Monocylindre 4 temps refroidi par air - 50 cm3 - 8,5 ch à 14 000 tr/min - Boîte 8 rapports - 59 kg - 140 km/h.

La saison 1962 commence en Espagne et c'est le 100e Grand Prix de l'histoire des championnats du monde moto. Tom Phillis y participe, pour la première et seule fois de sa carrière à la course en 50 cm3 sur le tout nouveau Honda CR 110, course qu'il termine 8e.
En 125 cm3 et 250 cm3, il termine 4 fois quatrième, une fois au TT en 125 et 3 fois (Espagne, France, TT) en 250,. En Espagne, curieusement, l'équipe Honda donne des ordres favorisant nettement Jim Redman aux dépens de Phillis, pourtant champion du monde en titre.
À l'Île de Man, troisième manche de la saison, en essayant de maintenir la nouvelle 350 Honda (une 250 sur-alésée à 285 cm3) au niveau des MV Agusta), Tom Phillis chute mortellement à Laurel Bank lors du Junior TT. On peut penser que la curieuse attitude de Honda à son égard (il a disputé les 125 sur une machine de production) l'a poussé à dépasser les limites.
Il est ensuite incinéré et ses cendres sont dispersées sur la ligne de départ du TT.
Le champion du monde des 500 cm3, le rhodésien Gary Hocking est si affecté par le décès de son ami qu'il se retire aussitôt définitivement de la compétition motocycliste.

De 1958 à 1962, Tom Phillis avait participé à 15 courses sur ce dangereux circuit autour du mont Snaeffel sur l'Île de Man et en avait terminé 10. 

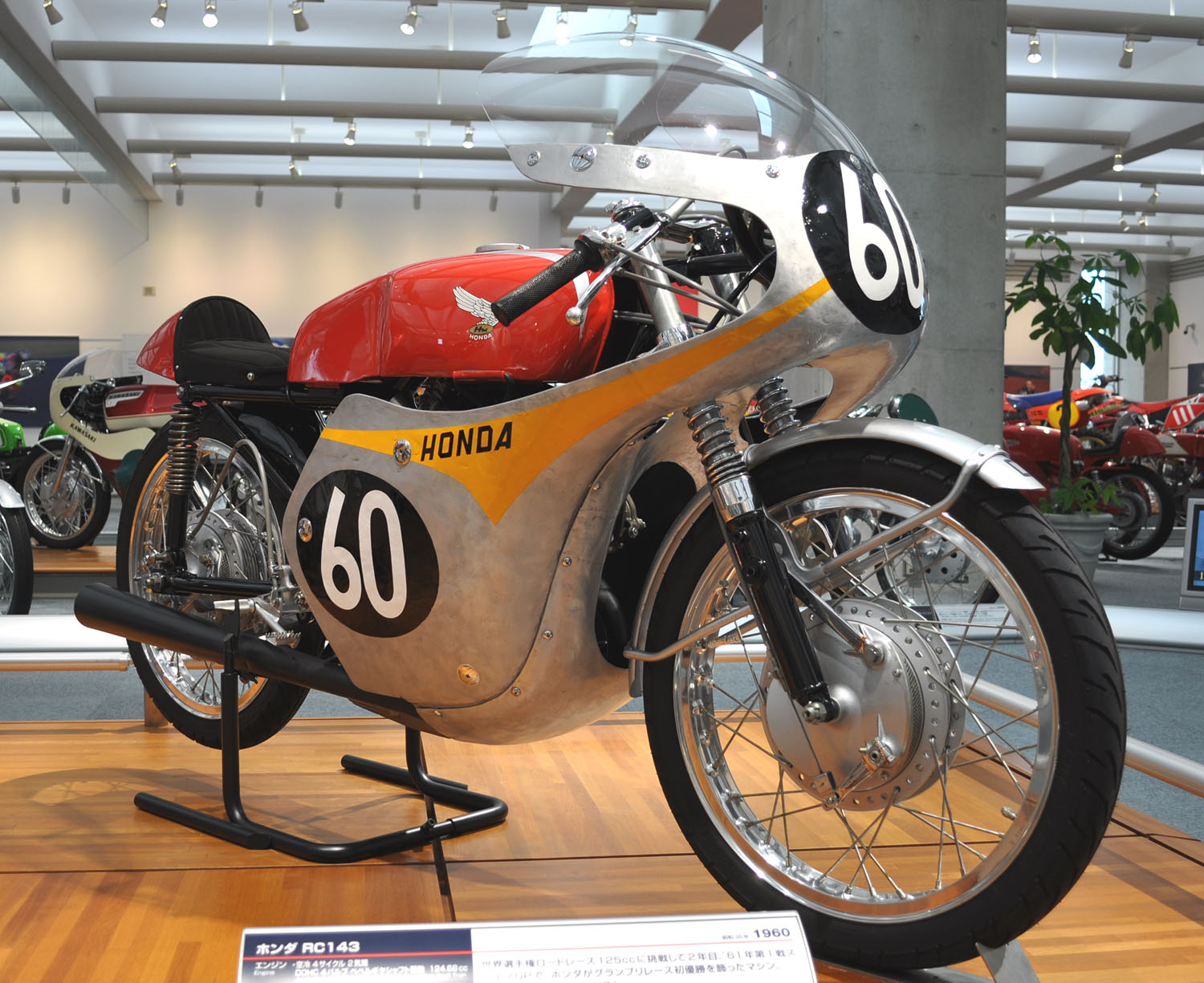
125 Honda RC143 championne du monde avec Tom Phillis en 1961.

## Résultats en championnats du monde
Système de points de 1949 à 1968 :
| Position | 1 | 2 | 3 | 4 | 5 | 6 |
| Points   | 8 | 6 | 4 | 3 | 2 | 1 |

| Couleur  | Résultat                       |
| -------- | ------------------------------ |
| Or       | Vainqueur                      |
| Argent   | 2e place                       |
| Bronze   | 3e place                       |
| Vert     | Classé dans les points         |
| Bleu     | Classé hors des points         |
| Bleu     | Non classé (Nc.)               |
| Violet   | Abandon (Abd.)                 |
| Rouge    | Non qualifié (Nq.)             |
| Rouge    | Non pré-qualifié (Npq.)        |
| Noir     | Disqualifié (Dsq.)             |
| Blanc    | Non partant (Np.)              |
| Blanc    | Forfait (Forf.)                |
| Blanc    | Course annulée (A)             |
| Neutre   | Non présent                    |
| Neutre   | Exclu (Ex.)                    |
| Gras     | Pole position                  |
| Italique | Meilleur tour en course        |
| †        | Classé sans terminer la course |
| 1 2 3 …  | Classement dans la catégorie   |

| Année | Catégorie | Moto   | 1       | 2       | 3      | 4       | 5       | 6     | 7     | 8       | 9     | 10    | 11    | Points | Position | Victoire |
| ----- | --------- | ------ | ------- | ------- | ------ | ------- | ------- | ----- | ----- | ------- | ----- | ----- | ----- | ------ | -------- | -------- |
| 1958  | 350 cm3   | Norton | TT 32   | NED -   | BEL -  | RFA -   | SUE 12  | ULS - | NAT - |         |       |       |       | 0      | -        | 0        |
| 1958  | 500 cm3   | Norton | TT 18   | NED 9   | BEL -  | RFA -   | SUE -   | ULS - | NAT - |         |       |       |       | 0      | -        | 0        |
| 1959  | 350 cm3   | Norton | FRA 7   | TT Ret  | RFA -  |         |         | SUE - | ULS 5 | NAT -   |       |       |       | 2      | 13e      | 0        |
| 1959  | 500 cm3   | Norton | FRA 7   | TT 16   | RFA -  | NED Ret | BEL -   |       | ULS - | NAT -   |       |       |       | 0      | -        | 0        |
| 1960  | 125 cm3   | Honda  |         | TT 10   | NED -  | BEL -   |         | ULS - | NAT - |         |       |       |       | 0      | -        | 0        |
| 1960  | 250 cm3   | Honda  |         | TT Ret  | NED -  | BEL -   | RFA -   | ULS 2 | NAT - |         |       |       |       | 6      | 6e       | 0        |
| 1960  | 350 cm3   | Norton | FRA -   | TT Ret  | NED -  |         |         | ULS - | NAT - |         |       |       |       | 0      | -        | 0        |
| 1960  | 500 cm3   | Norton | FRA -   | TT 4    | NED -  | BEL -   | RFA -   | ULS 6 | NAT - |         |       |       |       | 4      | 11e      | 0        |
| 1961  | 125 cm3   | Honda  | ESP 1   | RFA Ret | FRA 1  | TT 3    | NED 1   | BEL 2 | RDA 2 | ULS 3   | NAT 4 | SUE 6 | ARG 1 | 44     | 1er      | 4        |
| 1961  | 250 cm3   | Honda  | ESP 2   | RFA Ret | FRA 1  | TT 2    | NED Ret | BEL 2 | RDA 4 | ULS 4   | NAT 3 | SUE 6 | ARG 1 | 38     | 2e       | 2        |
| 1961  | 350 cm3   | Norton |         | RFA -   |        | TT Ret  | NED -   |       | RDA - | ULS -   | NAT - | SUE - |       | 0      | -        | 0        |
| 1961  | 500 cm3   | Norton |         | RFA -   | FRA -  | TT 3    | NED -   | BEL - | RDA - | ULS Ret | NAT - | SUE - | ARG - | 4      | 12e      | 0        |
| 1962  | 50 cm3    | Honda  | ESP 8   | FRA -   | TT -   | NED -   | BEL -   | RFA - | ULS - | RDA -   | NAT - | FIN - | ARG - | 0      | -        | 0        |
| 1962  | 125 cm3   | Honda  | ESP DNQ | FRA -   | TT 3   | NED -   | BEL -   | RFA - | ULS - | RDA -   | NAT - | FIN - | ARG - | 4      | 13e      | 0        |
| 1962  | 250 cm3   | Honda  | ESP 3   | FRA 3   | TT 3   | NED -   | BEL -   | RFA - | ULS - | RDA -   | NAT - | FIN - | ARG - | 12     | 4e       | 0        |
| 1962  | 350 cm3   | Honda  |         |         | TT Ret | NED -   |         | ULS - | RDA - | NAT -   | FIN - |       |       | 0      | -        | 0        |